# Campoo de Enmedio
Campoo de Enmedio est une commune espagnole située dans la communauté autonome de Cantabrie. Sa capitale est Matamorosa.

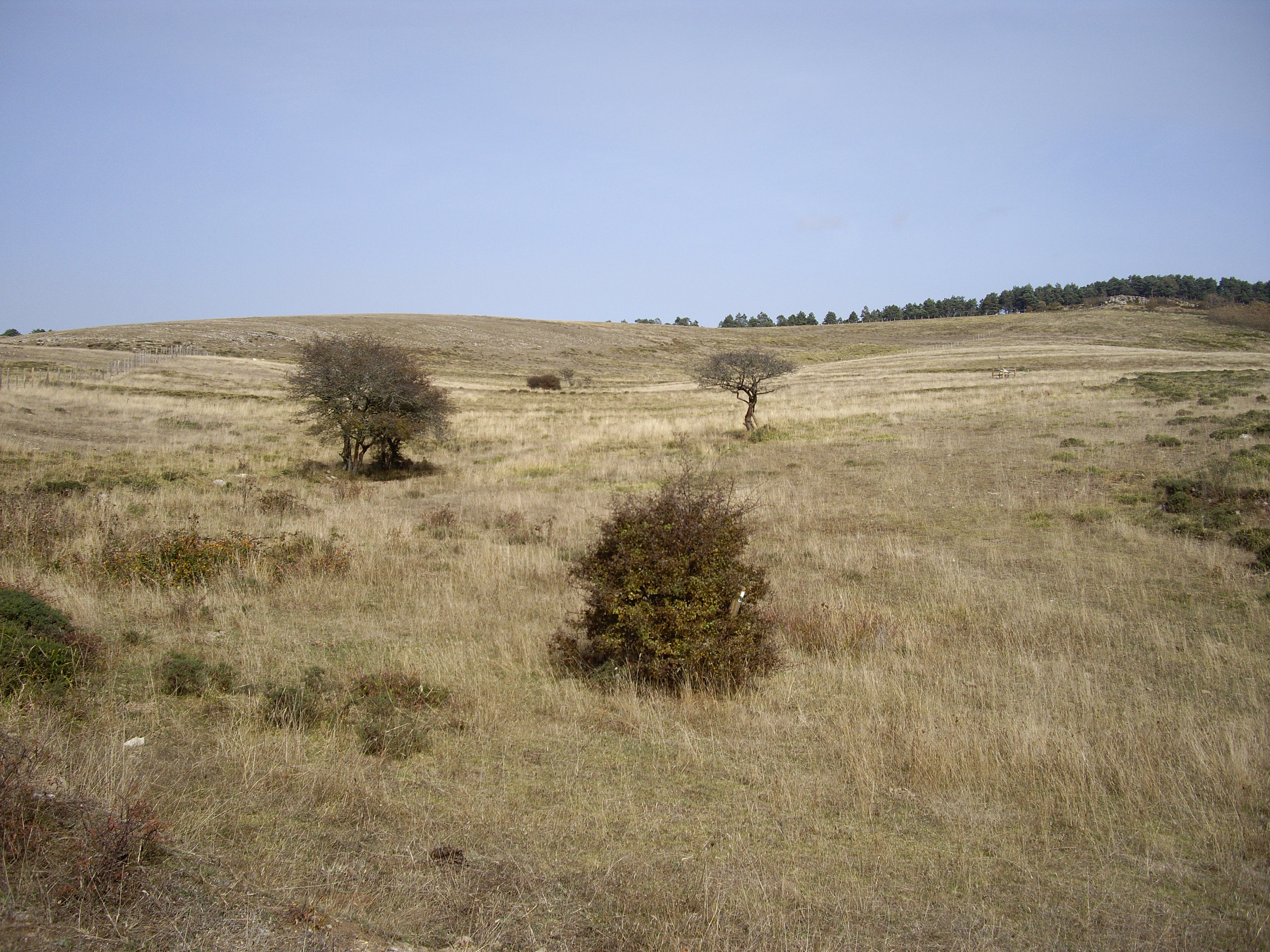
Paysage dans la zone de La Mayuela.
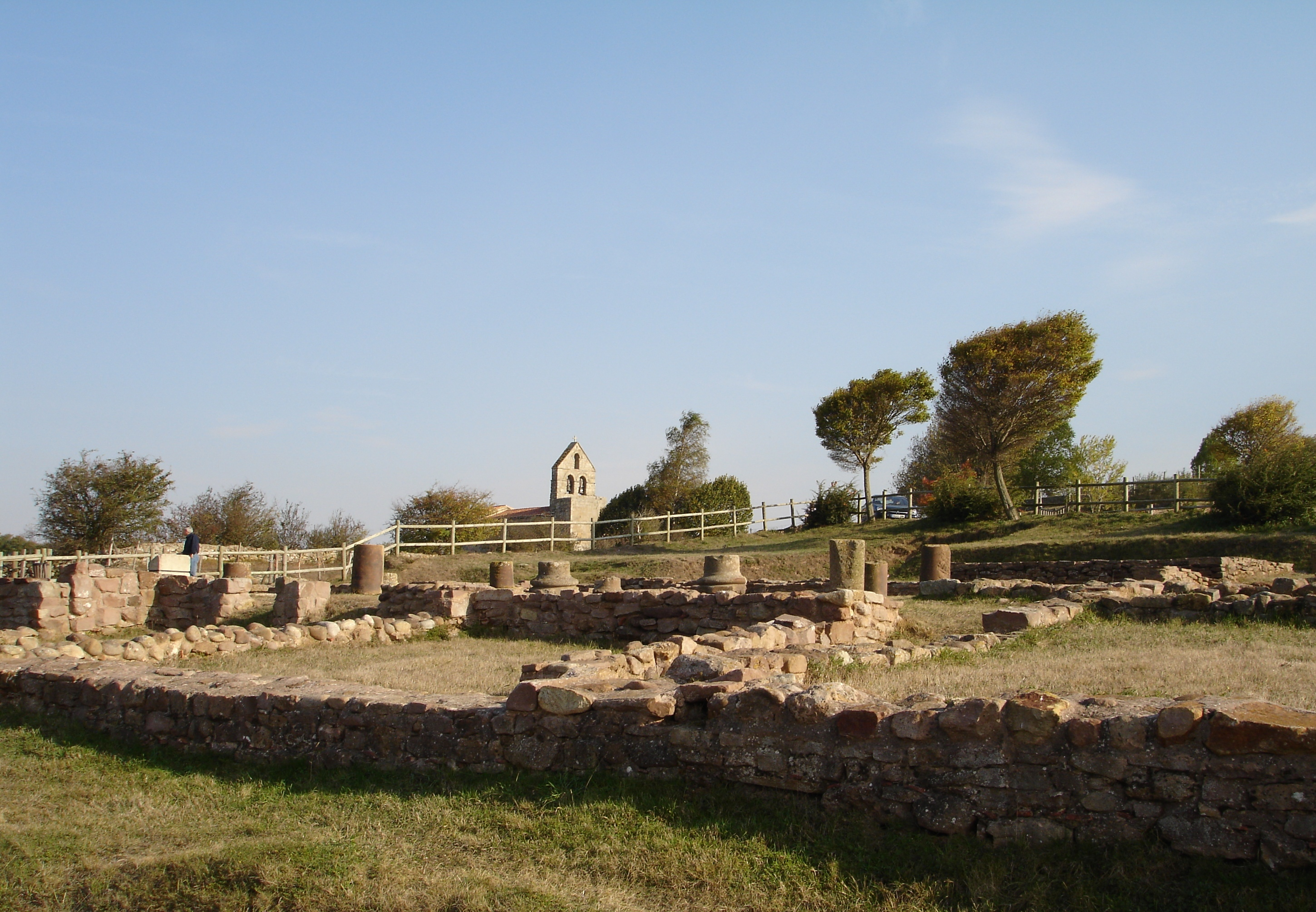
Détail des ruines romaines de Julióbriga.
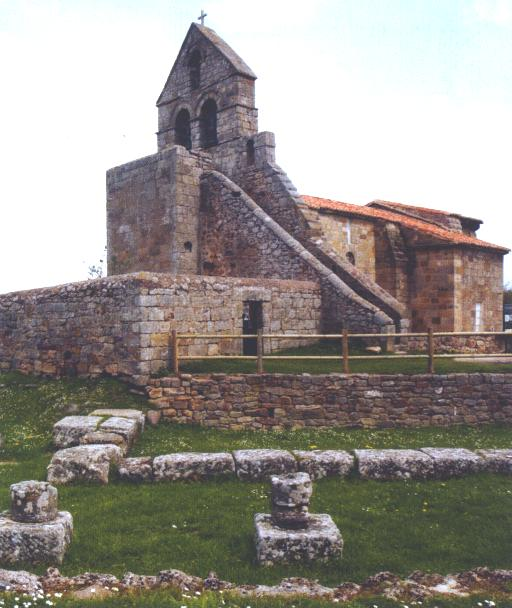
Église romane de Santa María de Retortillo (XIIe siècle).